# Albie Thomas
Albert George „Albie“ Thomas OAM (* 8. Februar 1935 in Hurstville City, New South Wales; † 27. Oktober 2013 in Sydney) war ein australischer Mittel- und Langstreckenläufer.

## Karriere
Seit 1953 wurde Thomas von Percy Cerutty trainiert. Bei den Olympischen Spielen 1956 in Melbourne wurde er Fünfter über 5000 m.
1958 stellte er am 9. Juli in Dublin mit 13:10,8 min einen Weltrekord über drei Meilen auf. Bei den British Empire and Commonwealth Games in Cardiff gewann er Silber über drei Meilen und Bronze im Meilenlauf. Danach war er am 6. August in Dublin Tempomacher für Herb Elliott bei dessen Weltrekord im Meilenlauf (3:54,5 min); Thomas selbst blieb mit 3:58,6 erstmals unter vier Minuten. Am Tag darauf stellte er seinerseits mit 8:32,0 min einen Weltrekord über zwei Meilen auf.
Bei den Olympischen Spielen 1960 in Rom wurde er Elfter über 5000 m und schied über 1500 m im Vorlauf aus. 1962 wurde er bei den British Empire and Commonwealth Games in Perth jeweils Fünfter über eine Meile und drei Meilen. Zwei Jahre später kam er bei den Olympischen Spielen in Tokio über 1500 m und 5000 m nicht über die Vorrunde hinaus.
Viermal wurde er australischer Meister im Meilenlauf (1962–1965) und dreimal über drei Meilen (1957–1959). 1963 wurde er New-South-Wales-Meister im Marathonlauf und 1975 Seniorenweltmeister in der Klasse M40 über 1500 m und 3000 m.
Albie Thomas startete für den St George District Athletic Club (SGDAC).
Für seine Verdienste um die Leichtathletik als Sportler, Funktionär und Förderer von Wohltätigkeitsveranstaltungen sowie für die Gemeinschaft wurde er 2013 mit der Medaille des Order of Australia ausgezeichnet.

## Persönliche Bestzeiten
- 1500 m: 3:42,6 min, 21. März 1964, Melbourne (Zwischenzeit)
- Meilenlauf: 3:58,3 min, 21. März 1964, Melbourne
- 5000 m: 13:50,0 min, 2. Februar 1964, Sydney
- 10.000 m: 29:21,0 min, 1. September 1956, Sydney
- Marathon: 2:29:04 h, 29. Juni 1963, Sydney